# روز فرانكو
روز فرانكو (بالإنجليزية: Rose Franco)‏ هي ضابطة أمريكية، ولدت في 22 يناير 1934 في Guánica, Puerto Rico ‏ في الولايات المتحدة.